# Abd el-Krim
Muhammad Ibn 'Abd el-Karim el-Khattabi (arabiska: محمد بن عبد الكريم الخطابي), mer känd som Abd el-Krim eller Mulay Abdelkrim, född 12 januari 1882 i Ajdir i Marocko, död 6 februari 1963 i Kairo i Egypten, var en berbisk upprorsledare, som under 1900-talets början ledde gerillastrider mot Frankrike och Spanien i norra Afrika.

## Biografi
Abd el-Krim tillhörde en stam bosatt vid Alhucemasbukten i norra Marocko. Han hade erhållit västerländsk utbildning, och trädde i tjänst hos den spanska förvaltningen i Melilla. En tvist med general Manuel Fernández Silvestre tvingade 1919 Abd el-Krim att fly från staden. Han ställde sig därefter tillsammans med sin bror, som erhållit ingenjörsutbildning i Spanien, i spetsen för sina stamfränder.
1921, efter Slaget vid Annual som pågick 22 juli till 9 augusti, erövrade han en framskjuten spansk post vid Annual, varefter spanjorerna under svåra förluster retirerade in i Franska Marocko. Efter att ytterligare stammar dragits med i upproret tvingades spanjorerna 1924 att överge alla fort i det inre av Spanska Marocko. Strax därefter invecklades dock Abd el-Krim även i strider på andra sidan gränsen, mot Frankrikes protektorat.
Under första halvan av 1925 gjorde han framgångsrika offensiver in på den franska sidan. I oktober samma år ankom dock förstärkningar från Frankrike och tvingade honom till återtåg. Samtidigt gjorde spanjorerna en lyckad landstigning i Alhucemasbukten och startade en offensiv mot norr. Trots dessa svårigheter trotsade han motståndarnas trupper fram till maj 1926, då han tvingades kapitulera till fransmännen. Han hölls därefter i fångenskap på ön Réunion i Indiska oceanen.
Av hälsoskäl frigavs han 1947 och fick då möjlighet att slå sig ned i Frankrike. En tid därefter fick han politisk asyl i Egypten och valde då att flytta dit.